# Odrgnina
Odrgnina ali opraskanina (tudi ekskoriacija) je kožna praska, ki se krvavo solzi ali povrhnje krvavi. Odrgnino zdravimo tako, da odstranimo drobce ali koščke peska oziroma česarkoli, kar se je zataknilo v kožo. To storimo s čisto pinceto. Ker se odrgnine rade inficirajo, jih speremo z blago milnico in sterilno pokrijemo. Odrgnine na obrazu, kjer je manjša možnost infekcije lahko pustimo nepokrite. Če je bilo v odrgnini veliko nesnage, je pogosto nevarnost tetanusa, zato je potreben posvet z zdravnikom. Posvet z zdravnikom je potreben tudi, če se rana zagnoji.